# Ontvoering van Ursula Herrmann
Bij de ontvoering van Ursula Herrmann op 15 september 1981 in het Duitse Eching am Ammersee, werd een tienjarig meisje ontvoerd dat diezelfde dag door verstikking om het leven kwam.
Uiteindelijk werd op 29 mei 2008 een 58-jarige man uit een nabijgelegen plaats als verdachte gearresteerd.

## Ontvoering en dood
Herrmann werd op de terugweg van haar turnles ontvoerd en door haar ontvoerder in het gebied tussen Eching am Ammersee en Schondorf am Ammersee in een geprepareerde kist gestopt, die hij in de bosbodem had begraven. De kist was ongeveer 1,60 meter diep onder de grond begraven, had een oppervlak van ongeveer 5 vierkante meter, had verlichting (middels een autoaccu), een toiletemmer, etensvoorraden, enkele stripboeken en een pijp voor luchttoevoer. Het was echter herfst en de luchttoevoer raakte hierdoor al snel verstopt met natte bladeren, waardoor het meisje al na enkele uren de verstikkingsdood stierf. Hoewel de ontvoerder dit mogelijk wist, eiste hij een paar dagen later in een losgeldbrief gemaakt van krantenletters twee miljoen Duitse mark van haar ouders. De kist met het lichaam van het meisje werd 19 dagen later gevonden.

## Politieonderzoek
De politie onderzocht diverse sporen en aanwijzingen van de bevolking, die op niets uitliepen. Aangezien het juridisch gezien niet om moord ging, maar mogelijk alleen om kidnap met dodelijke afloop, zou het misdrijf volgens de wet in 2011, na 30 jaar, zijn verjaard.
De gebeurtenis vormde tweemaal onderwerp van de ZDF-televisieserie Aktenzeichen XY ... ungelöst. Beide uitzendingen, in 1982 en 2002, leverden echter geen bruikbare sporen op die leidden tot aanhouding van de dader.
In 2005 werd de zaak heropend toen besloten werd tot DNA-onderzoek van meerdere haren, die destijds in de kist waren gevonden en die niet afkomstig waren van Ursula Herrmann. Hierbij kon een genetische vingerafdruk worden vastgesteld, die echter afkomstig bleek te zijn van een van de misdaadtechnici die bij het oorspronkelijke onderzoek waren betrokken.
In 2006 onderzocht de politie een aanwijzing die zich richtte op een 47-jarige man, die sinds 2002 vastzat in Taiwan wegens drugshandel. Deze ontkende iets met de ontvoering te maken te hebben en gaf vrijwillig een speekselmonster af. Een vergelijking met zijn DNA zou echter pas mogelijk zijn wanneer de voortschrijdende techniek het mogelijk zou maken om in 1981 gevonden DNA-fragmenten te decoderen en zo aan een dader te kunnen toewijzen.
In mei 2007 kwam de zaak opnieuw in het nieuws, toen DNA-sporen werden verkregen in samenhang met de dood van de rijke 59-jarige Charlotte Böhringer, eigenares van een parkeergarage. Die sporen konden in verband worden gebracht met de zaak-Ursula Herrmann.
Er werd een beloning uitgeloofd van vijftigduizend euro voor aanwijzingen die konden leiden tot de oplossing van de zaak.

## Arrestatie en veroordeling
Op 29 mei 2008 berichtten de Duitse media dat er een verdachte was gearresteerd. Het zou gaan om de 58-jarige monteur Werner Mazurek, die ten tijde van de ontvoering in het nabijgelegen dorp Utting am Ammersee had gewoond. De man werd gearresteerd in Kappeln bij de Deense grens. Mazurek bezat destijds een radio- en tv-station en had grote schulden. De politie vermoedt dat de man niet alleen handelde, aangezien het onmogelijk wordt geacht dat de verdachte de zware kist alleen naar de plek van het misdrijf heeft gesjouwd. Er is nog geen DNA-bewijs tegen de verdachte, aangezien de DNA-sporen op het fietsje van het meisje al waren vernietigd vóór de intrede van het DNA-onderzoek, en doordat een vergelijking met de resterende DNA-sporen met het DNA van de man erg moeilijk is.
Op 25 maart 2010 werd Werner Mazurek – op basis van indirect bewijs – tot een levenslange gevangenisstraf veroordeeld. Zijn echtgenote Gabriele F. werd vrijgesproken wegens gebrek aan bewijs.

## Twijfel aan dader
Werner Mazurek heeft altijd ontkend en er zijn acties op touw gezet voor een herziening wegens gerechtelijke dwaling. Het voornaamste bewijs waarop hij werd veroordeeld betreft een bandrecorder die in de woning van Mazurek is aangetroffen en "waarschijnlijk" gebruikt zou zijn in telefonische boodschappen aan de familie Herrmann. Mazurek beweert deze pas in 1987 op een rommelmarkt gekocht te hebben. Daarnaast is er slechts de binnen drie uur herroepen bekentenis uit 1983 van een inmiddels overleden dorpsgenoot van Mazurek, waarin deze zich als medeplichtige van Mazurek aanmerkte. In 2017 spande de broer van Ursula Herrmann een civiele procedure aan, waarin hij van Mazurek 20.000 euro schadevergoeding wegens geleden psychische schade door het strafproces eiste, maar ook verzocht om het opnieuw beoordelen van de veroordeling van Mazurek. Op 2 augustus 2018 volgde het vonnis, waarin Mazurek tot betaling van 7000 euro schadevergoeding werd veroordeeld.